# Acuminodeutopus naglei
Acuminodeutopus naglei är en kräftdjursart. Acuminodeutopus naglei ingår i släktet Acuminodeutopus och familjen Aoridae. Inga underarter finns listade i Catalogue of Life.